# 15318 Іннсбрук
15318 Іннсбрук (15318 Innsbruck) — астероїд головного поясу, відкритий 24 травня 1993 року.
Тіссеранів параметр щодо Юпітера — 3,406.